# 22e régiment de marche de volontaires étranger
Le 22e régiment de marche de volontaires étranger est une ancienne unité militaire de la Légion étrangère.

## Histoire

### Contexte
À partir de la fin du mois de janvier 1939, les nombreux républicains espagnols sont réfugiés en France. Tous ceux qui souhaitent rester en France sont alors soumis à des obligations militaires. De nombreux combattants rejoignent ainsi les 21e, 22e et 23e Régiments de Marche des Volontaires Étrangers (RMVE).

### Création
Le 2e R.M.V.E est créé le 24 octobre 1939 à Barcarès.

### Seconde Guerre mondiale

#### Drôle de guerre
Le régiment arrive au Larzac le 18 avril 1940, relevant le 21e qui retourne au Barcarès. Il rentre au Barcarès le 30 avril 1940.

#### Campagne de France
Le régiment est affecté à la 19e Division d’Infanterie et est déployé en Alsace, il arrive le 6 mai 1940. Pendant les 5, 6 et 7 juin, il résiste à Villers-Carbonnel, près de Péronne avant de se replier sur Marchélepot.

### Dissolution
Le régiment est dissous en juillet 1940.

### Renommage
Le 18 février 1940, le 2e R.M.V.E change de numérotation et devient par décision ministériel, le 22e Régiment de Marche de Volontaires Étrangers (22e R.M.V.E.), à compter du 25 février 1940.

### Postérité
En 1955 un monument est érigé au Barcarès en mémoire des soldats engagés dans le 21, 22e et 23e régiment. Une cérémonie y a lieu chaque 30 avril, animée par le 2ème régiment étranger d’Infanterie.

## Distinction
Le régiment a reçu une citation à l’ordre de l’armée.